# فيليب لومير
فيليب لومير (بالفرنسية: Philippe Lemaire)‏
```
(و. 
1927
 – 
2004
 
م
)
[
4
]
 هو 
ممثل
، من 
فرنسا
، توفي في 
باريس
، عن عمر يناهز 77 عاماً.
[
5
]
```

## التعليم
تعلم في مدرسة رينيه سيمون للفنون الدرامية ‏.

## وصلات خارجية
- فيليب لومير على موقع IMDb (الإنجليزية)
- فيليب لومير على موقع ألو سيني (الفرنسية)
- فيليب لومير على موقع أول موفي (الإنجليزية)
- فيليب لومير على موقع قاعدة بيانات الأفلام السويدية (السويدية)
- فيليب لومير على موقع قاعدة بيانات الفيلم (الإنجليزية)
- فيليب لومير على موقع كينوبويسك (الروسية)